# Bertha Günther
Bertha Günther (geb. 8. Juni 1894 in Bremerhaven, gest. 24. Dezember 1975 in Siegen) war eine deutsche Tänzerin und Eurythmielehrerin. Bekannt geworden sind ihre Fotogramme, die den Bauhaus-Künstler László Moholy-Nagy inspirierten.

## Lebensweg
Die 1894 in Bremerhaven geborene Bertha Günther trat im Oktober 1913, im Alter von 17 Jahren, in das Seminar für Klassische Gymnastik von Hedwig von Rohden (1890–1987) und Louise Langgaard (1883–1974) in Kassel ein.
Sie gehörte zu den ersten Schülerinnen der von Langgaard und von Rohden im Jahr 1919 gegründeten Loheland-Schule für Körperbildung, Landbau und Handwerk. Dabei handelte es sich um ein reformorientiertes, emanzipatorisches Siedlungsprojekt in der Nähe von Fulda. Es umfasste neben einer gymnastischen und tänzerischen Ausbildung eine Weberei (1919), eine Korbflechterei, eine Schreinerei (1920), eine Drechslerei (1924), eine Lederwerkstatt, ein Fotolabor (1926), eine Schneiderei (1927), eine Zuchtstätte für Deutsche Doggen (1930) und eine Töpferei (1931). Die Handwerksbetriebe bildeten nicht nur das finanzielle Fundament für Loheland; die Gymnastikschülerinnen konnten dort auch eine Berufsausbildung absolvieren. Schon bald konnten in Loheland neben dem Diplom als staatlich geprüfte Gymnastiklehrerin noch weitere berufsqualifizierende Abschlüsse erworben werden.
Deutschlandweit bekannt wurden die Loheländerinnen nicht nur durch ihre spezielle Form der Gymnastik, sondern auch mit der daraus abgeleiteten Form ihres Ausdruckstanzes. Bertha Günther gehörte zur „Glanzklasse“ der Loheland-Tänzerinnen. In ihren aufsehenerregenden Tanz-Performances traten neben Bertha Günther auch die Loheland-Tänzerinnen Berta Müller, Edith Sutor und Eva-Maria Deinhardt in selbst genähten, futuristisch wirkenden, teilweise recht freizügigen Kostümen auf. Die Premiere lief in den Münchner Kammerspielen. Sie traten auch im Bauhaus in Weimar auf. Als jedoch in der Loheland-Siedlung ein Feuer ausbrach und sämtliche Tanzkostüme verbrannten, endete dort nach vier Jahren die erfolgreiche Ausdruckstanz-Ära.
Günther hat im Loheland zwischen 1920 und 1922 Fotogramme angefertigt, kameralose Aufnahmen von Gräsern und Blüten, von denen ein gutes Dutzend erhalten geblieben ist. Das fotogrammatische Verfahren, bei dem man mehr oder weniger transparente Gegenstände auf Fotopapier legt und dann belichtet, so dass deren Schatten auf das Fotopapier gebannt werden, war zu dieser Zeit seit über hundert Jahren bekannt. Erste Fotogramme, etwa von Thomas Wedgwood (1771–1805), wurden schon angefertigt, bevor im Jahr 1839 die Fotografie aufkam. Der Brite William Henry Fox Talbot fertigte ab etwa 1839 so genannte fotogenische Zeichnungen (englisch: „Photogenic drawings“) an, zur gleichen Zeit entwickelte der Franzose Hippolyte Bayard seine „Dessins photogéniques“. Der Amerikaner Mathew Carey Lea fertigte ab 1841 „Photogenic Drawings of Plants“ an und die Britin Anna Atkins um 1843 ihre Cyanotypien von Pflanzen und Federn. Mit der Verbreitung der Fotografie trat das fotogrammatische Verfahren jedoch in den Hintergrund und geriet bis etwa 1918 allmählich in Vergessenheit, bis der deutsche Maler Christian Schad in Zürich die von ihm so genannten „Schadographien“ entwickelte. Ab 1922 veröffentlichte Man Ray in Paris seine „Rayographs“. Der vielleicht wichtigste Vertreter des Fotogramms in den 1920er Jahren war der Ungar László Moholy-Nagy (1895–1946), Lehrer am Bauhaus. Anlässlich eines Disputs zwischen diesem und El Lissitzky, wer als Erfinder des fotogrammatischen Verfahrens anzusehen sei, schrieb Moholy-Nagy in einem Aufsatz aus dem Jahre 1926, dass sich zwei verschiedene Personen zur selben Zeit, aber unabhängig voneinander und an verschiedenen Orten, mit dem Fotogramm beschäftigt haben, nämlich „In Deutschland: eine Loheländerin, in Frankreich ein amerikanischer Fotograf: Man Ray.“ Inzwischen konnte durch Renate Heyne, Herbert Molderings und Floris Michael Neusüss belegt werden, dass diese – in Moholy-Nagys Aufsatz nicht namentlich benannte – Loheländerin Bertha Günther war.
László Moholy-Nagy und seine Frau Lucia Moholy verbrachten zu Beginn der 1920er Jahre ihre Ferien mehrfach in der Rhön. Lucia Moholy, die durch die Jugendbewegung geprägt war, hatte Kontakte zu der Frauensiedlungen Loheland. Bertha Günthers Fotogramme hat László Moholy-Nagy vermutlich bei einem Besuch in Loheland gesehen.
Günther wirkte bis 1926 in Loheland. Im selben Jahr, in dem sie die Frauenkolonie verließ, gründete Valerie Wizlsperger (1890–1975) dort die Lichtbildwerkstatt Loheland, vor allem, um Werbefotografien für das Gymnastik-Seminar und die Produkte aus den Loheland-Werkstätten herzustellen.
Günther arbeitete später als Eurythmistin in Bayerisch Gmain und verstarb am 24. Dezember 1975 in Siegen.

## Ausstellungen (Auswahl)
- 2004 Lichtbildwerkstatt Loheland, Fotografien 1919 – 1939, Vonderau Museum
- 2019 Loheland 100, gelebte Visionen für eine neue Welt, Vonderau Museum
- 2022 White Shadows: Anneliese Hager and the Camerasless Photograph, Harvard Art Museums